# Campeonato Mundial de Atletismo Juvenil de 2011
O Campeonato Mundial de Atletismo Juvenil de 2011 foi a 7ª edição do campeonato organizado pela Federação Internacional de Atletismo (IAAF) em Lille, na França, entre 6 e 10 de julho de 2011, para atletas classificados como juvenis com idade entre 16 e 17 anos em 2011 (nascidos entre 1994 e 1995). O evento contou com um recorde de participantes, com 1375 atletas sendo (757 meninos / 618 meninas) de 173 nacionalidades num total de 40 provas disputadas.  

## Medalhistas
A longo de cinco dias de competição, 40 provas foram disputadas com cinco recordes mundiais na categoria  e quatro recordes no campeonato sendo batidos. Os Estados Unidos lideraram o quadro de medalhas com (seis de ouro e 16 no total). 
Masculino
| Evento                        | Ouro                                                                      | Ouro        | Prata                                                                      | Prata    | Bronze                                                           | Bronze   |
| 100 m                         | Odail Todd · Jamaica                                                      | 10.51       | Kazuma Oseto · Japão                                                       | 10.52    | Mickaël Zézé França                                              | 10.57    |
| 200 m                         | Stephen Newbold · Bahamas                                                 | 20.89       | Odail Todd · Jamaica                                                       | 21.00    | Ronald Darby · Estados Unidos                                    | 21.08    |
| 400 m                         | Arman Hall · Estados Unidos                                               | 46.01 WjL   | Alphas Kishoyian · Quênia                                                  | 46.58    | Patryk Dobek · Polónia                                           | 46.67    |
| 800 m                         | Leonard Kirwa Kosencha · Quênia                                           | 1:44.08 WjR | Mohammed Aman · Etiópia                                                    | 1:44.68  | Timothy Kitum · Quênia                                           | 1:44.98  |
| 1500 m                        | Teshome Dirirsa · Etiópia                                                 | 3:39.13     | Vincent Kiprotich Mutai · Quênia                                           | 3:39.17  | Jonathan Kiplimo Sawe · Quênia                                   | 3:39.54  |
| 3000 m                        | William Malel Sitonik · Quênia                                            | 7:40.10     | Patrick Mutunga Mwikya · Quênia                                            | 7:40.47  | Abrar Osman · Eritreia                                           | 7:40.89  |
| 110 m com barreiras           | Andries van der Merwe · África do Sul                                     | 13.41       | Joshua Hawkins · Nova Zelândia                                             | 13.44    | Wilhem Belocian França                                           | 13.51    |
| 400 m com barreiras           | Egor Kuznetsov · Rússia                                                   | 50.97 WjL   | Ibrahim Mohammed Saleh · Arábia Saudita                                    | 51.14    | Takahiro Matsumoto · Japão                                       | 51.26    |
| 2000 m com obstáculo          | Conseslus Kipruto · Quênia                                                | 5:28.65 WjL | Gilbert Kiplangat Kirui · Quênia                                           | 5:30.49  | Zacharia Kiprotich · Uganda                                      | 5:37.98  |
| Revezamento Sueco             | Estados Unidos · Ronald Darby · Aldrich Bailey · Najee Glass · Arman Hall | 1:49.47 WjR | Japão · Kazuma Oseto · Akiyuki Hashimoto · Shotaro Aikyo · Takuya Fukunaga | 1:50.69  | França Wilhem Belocian Mickaël Zézé Jordan Geenen Thomas Jordier | 1:51.81  |
| Marcha atlética 10 km         | Pavel Parshin · Rússia                                                    | 40:51.31    | Kenny Martín Pérez · Colômbia                                              | 40:59.25 | Erwin González · México                                          | 41:09.60 |
| Salto com vara                | Robert Renner · Eslovênia                                                 | 5.25 m      | Melker Svärd-Jacobsson · Suécia                                            | 5.15 m   | Jacob Blankenship · Estados Unidos                               | 5.05 m   |
| Salto em distância            | Lin Qing · China                                                          | 7.83 m      | Johan Taléus · Suécia                                                      | 7.44 m   | Stefano Braga · Itália                                           | 7.42 m   |
| Salto triplo                  | Latario Collie-Minns · Bahamas                                            | 16.06 m     | Albert Janki · África do Sul                                               | 15.95 m  | Lathone Collie-Minns · Bahamas                                   | 15.51 m  |
| Salto em altura               | Gaël Lévecque França                                                      | 2.13 m      | Usman Usmanov · Rússia                                                     | 2.13 m   | Justin Fondren · Estados Unidos                                  | 2.13 m   |
| Arremesso de peso (6 kg)      | Jacko Gill · Nova Zelândia                                                | 24.35 m WjR | Tyler Schultz · Estados Unidos                                             | 20.35 m  | Braheme Days, Jr. · Estados Unidos                               | 20.14 m  |
| Lançamento de disco (1,75 kg) | Fedrick Dacres · Jamaica                                                  | 67.05 m WjL | Ethan Cochran · Estados Unidos                                             | 61.37 m  | Gerhard de Beer · África do Sul                                  | 60.63 m  |
| Lançamento de martelo (6 kg)  | Bence Pásztor · Hungria                                                   | 82.60 m     | Özkan Baltaci · Turquia                                                    | 78.63 m  | Serhiy Reheda · Ucrânia                                          | 74.06 m  |
| Lançamento de dardo           | Reinhard van Zyl · África do Sul                                          | 82.96 m     | Morné Moolman · África do Sul                                              | 80.99 m  | Zhang Guisheng · China                                           | 77.62 m  |
| Decatlo júnior                | Jake Stein · Austrália                                                    | 6491 WjR    | Fredrick Ekholm · Suécia                                                   | 6127     | Felipe dos Santos · Brasil                                       | 5966     |

Feminino
| Evento                        | Ouro                                                                               | Ouro         | Prata                                                                              | Prata        | Bronze                                                                      | Bronze   |
| 100 m                         | Jennifer Madu · Estados Unidos                                                     | 11.57        | Myasia Jacobs · Estados Unidos                                                     | 11.61        | Christania Williams · Jamaica                                               | 11.63    |
| 200 m                         | Desiree Henry · Reino Unido                                                        | 23.25 WjL    | Christian Brennan · Canadá                                                         | 23.47        | Shericka Jackson · Jamaica                                                  | 23.62    |
| 400 m                         | Shaunae Miller · Bahamas                                                           | 51.84        | Christian Brennan · Canadá                                                         | 52.12 {[BP}} | Olivia James · Jamaica                                                      | 52.14    |
| 800 m                         | Ajee' Wilson · Estados Unidos                                                      | 2:02.64      | Wang Chunyu · China                                                                | 2:03.23      | Jessica Judd · Reino Unido                                                  | 2:03.43  |
| 1500 m                        | Faith Kipyegon · Quênia                                                            | 4:09.48      | Senbere Teferi · Etiópia                                                           | 4:10.54      | Genet Tibieso · Etiópia                                                     | 4:11.56  |
| 3000 m                        | Gotytom Gebreslase · Etiópia                                                       | 8:56.36 WjL  | Ziporah Wanjiru Kingori · Quênia                                                   | 8:56.82      | Caroline Chepkoech Kipkirui · Quênia                                        | 8:58.63  |
| 110 m com barreiras           | Trinity Wilson · Estados Unidos                                                    | 13.11 WjL    | Noemi Zbären · Suíça                                                               | 13.17        | Kendell Williams · Estados Unidos                                           | 13.28    |
| 400 m com barreiras           | Nnenya Hailey · Estados Unidos                                                     | 57.93 WjL    | Sarah Carli · Austrália                                                            | 58.05        | Surian Hechavarría · Cuba                                                   | 58.37    |
| 2000 m com obstáculo          | Norah Jeruto Tanui · Quênia                                                        | 6:16.41 WjL  | Fadwa Sidi Madane · Marrocos                                                       | 6:20.98      | Lilian Jepkorir Chemweno · Quênia                                           | 6:21.85  |
| Revezamento Sueco             | Jamaica · Christania Williams · Shericka Jackson · Chris-Ann Gordon · Olivia James | 2:03.42 WjR  | Estados Unidos · Jennifer Madu · Bealoved Brown · Kendall Baisden · Robin Reynolds | 2:03.92      | Canadá · Shamelle Pless · Khamica Bingham · Christian Brennan · Sage Watson | 2:05.72  |
| Marcha atlética 5 km          | Kate Veale · Irlanda                                                               | 21:45.59 WjL | Mao Yanxue · China                                                                 | 22:00.15     | Nadezhda Leontyeva · Rússia                                                 | 22:00.84 |
| Salto com vara                | Desiree Singh · Alemanha                                                           | 4.25 m WjL   | Liz Parnov · Austrália                                                             | 4.20 m       | Lucy Bryan · Reino Unido                                                    | 4.10 m   |
| Salto em distância            | Chanice Porter · Jamaica                                                           | 6.22 m       | Anastassia Angioi · Itália                                                         | 6.17 m       | Marina Buchelnikova · Rússia                                                | 6.11 m   |
| Salto triplo                  | Sokhna Galle França                                                                | 13.62 m      | Li Jingyu · China                                                                  | 13.57 m      | Ana Peleteiro · Espanha                                                     | 12.92 m  |
| Salto em altura               | Ligia Grozav · Roménia                                                             | 1.87 m WjL   | Iryna Herashchenko · Ucrânia                                                       | 1.87 m WjL   | Chanice Porter · Jamaica                                                    | 1.82 m   |
| Arremesso de peso (6 kg)      | Guo Tianqian · China                                                               | 15.24 m      | Sophie McKinna · Reino Unido                                                       | 14.90 m      | Katinka Urbaniak · Alemanha                                                 | 14.71 m  |
| Lançamento de disco (1,75 kg) | Rosalía Vázquez · Cuba                                                             | 53.51 m      | Yan Liang · China                                                                  | 52.89 m      | Shelbi Vaughan · Estados Unidos                                             | 52.58 m  |
| Lançamento de martelo (6 kg)  | Louisa James · Reino Unido                                                         | 57.13 m      | Malwina Kopron · Polónia                                                           | 57.03 m      | Roxana Perie · Roménia                                                      | 56.75 m  |
| Lançamento de dardo           | Christin Hussong · Alemanha                                                        | 59.74 m WjL  | Sofi Flinck · Suécia                                                               | 54.62 m      | Monique Cilione · Austrália                                                 | 52.77 m  |
| Heptatlo júnior               | Yusleidys Mendieta · Cuba                                                          | 5697 WjL     | Yorgelis Rodriguez · Cuba                                                          | 5671         | Marjolein Lindemans · Bélgica                                               | 5532     |

## Quadro de medalhas

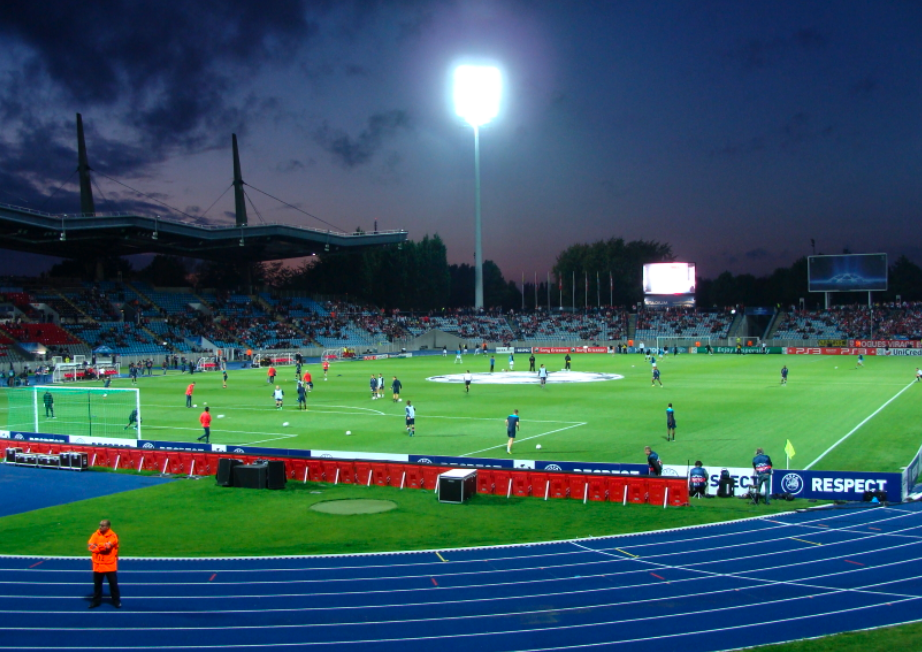
Estádio anfitrião em Lille

País sede destacado.
| Ordem | País           | Ouro | Prata | Bronze |     |
| 1     | Estados Unidos | 6    | 4     | 6      | 16  |
| 2     | Quênia         | 5    | 5     | 4      | 14  |
| 3     | Jamaica        | 4    | 1     | 4      | 9   |
| 4     | Bahamas        | 3    | 0     | 1      | 4   |
| 5     | China          | 2    | 4     | 1      | 7   |
| 6=    | Etiópia        | 2    | 2     | 1      | 5   |
| 6=    | África do Sul  | 2    | 2     | 1      | 5   |
| 8=    | Grã-Bretanha   | 2    | 1     | 2      | 5   |
| 8=    | Rússia         | 2    | 1     | 2      | 5   |
| 10    | Cuba           | 2    | 1     | 1      | 4   |
| 11    | França         | 2    | 0     | 3      | 5   |
| 12    | Alemanha       | 2    | 0     | 1      | 3   |
| 13    | Austrália      | 1    | 2     | 1      | 4   |
| 14    | Nova Zelândia  | 1    | 1     | 0      | 2   |
| 15    | Roménia        | 1    | 0     | 1      | 2   |
| 16=   | Hungria        | 1    | 0     | 0      | 1   |
| 16=   | Irlanda        | 1    | 0     | 0      | 1   |
| 16=   | Eslovênia      | 1    | 0     | 0      | 1   |
| 19    | Suécia         | 0    | 4     | 0      | 4   |
| 20=   | Canadá         | 0    | 2     | 1      | 3   |
| 20=   | Japão          | 0    | 2     | 1      | 3   |
| 22=   | Itália         | 0    | 1     | 1      | 2   |
| 22=   | Polónia        | 0    | 1     | 1      | 2   |
| 22=   | Ucrânia        | 0    | 1     | 1      | 2   |
| 25=   | Colômbia       | 0    | 1     | 0      | 1   |
| 25=   | Marrocos       | 0    | 1     | 0      | 1   |
| 25=   | Arábia Saudita | 0    | 1     | 0      | 1   |
| 25=   | Suíça          | 0    | 1     | 0      | 1   |
| 25=   | Turquia        | 0    | 1     | 0      | 1   |
| 30=   | Bélgica        | 0    | 0     | 1      | 1   |
| 30=   | Brasil         | 0    | 0     | 1      | 1   |
| 30=   | Eritreia       | 0    | 0     | 1      | 1   |
| 30=   | México         | 0    | 0     | 1      | 1   |
| 30=   | Espanha        | 0    | 0     | 1      | 1   |
| 30=   | Uganda         | 0    | 0     | 1      | 1   |
|       | Total          | 40   | 40    | 40     | 120 |

Legenda
| Recorde mundial       | Recorde mundial (World record)               |                       | Recorde africano                      | Recorde africano (African) |                                           | Q | Classificado por posição (Qualified) |
| Recorde do campeonato | Recorde do campeonato (Championship record)  | Recorde da América    | Recorde da América (Americas)         | q                          | Classificado por melhor tempo (Qualified) |   |                                      |
| Melhor marca do ano   | Melhor marca do ano (World leading)          | Recorde asiático      | Recorde asiático (Asian)              | DNS                        | Não largou (Did not start)                |   |                                      |
| Recorde nacional      | Recorde nacional (National record)           | Recorde europeu       | Recorde europeu (European)            | DNF                        | Não terminou (Did not finish)             |   |                                      |
| Recorde pessoal       | Recorde pessoal do atleta (Personal best)    | Recorde da Oceania    | Recorde da Oceania (Oceania)          | DSQ / DQ                   | Desclassificado (Disqualified)            |   |                                      |
| Recorde da temporada  | Recorde da temporada do atleta (Season best) | Recorde sul-americano | Recorde sul-americano (South America) | NM                         | Sem marca (No mark)                       |   |                                      |